# Bobby Moffat
Bobby Moffat (Portsmouth, 7 ottobre 1945) è un ex calciatore inglese, di ruolo difensore e centrocampista.

## Carriera
Moffat si forma nel Portsmouth, che lascia nel 1965 per giocare nel Gillingham, club militante nella terza serie inglese.
Dopo un passaggio al Margate, viene ingaggiato dal Chelmsford City, rimanendovi sino al 1970.
Nel 1970 Moffat viene ingaggiato dagli statunitensi del Dallas Tornado.
Con i Tornado militò sino al 1977, vincendo la North American Soccer League 1971, battendo in finale gli Atlanta Chiefs. Nelle vittoriose finali del 1971 Moffat giocò per i Tornado tutte e tre sfide contro i georgiani dell'Atlanta Chiefs, segnando anche la seconda rete nel 2-0 del decisivo incontro di spareggio del 19 settembre.
Durante la sua militanza, tra le varie stagioni tornò in patria per giocare nel Yeovil Town, Weymouth e Waterlooville.
Durante la sua militanza con i Tornado giocò anche nel campionato indoor durante le pause del normale campionato a undici, vincendo nel 1971 il primo campionato indoor della NASL.
Lasciato il calcio giocato rimane a vivere a Dallas ove si dedica allo sviluppo del calcio a livello giovanile nel nord del Texas. Nel 2008 è stato inserito nella Walk of Fame del Toyota Stadium di Frisco.

## Palmarès

### Calcio
- Campionato NASL: 1

Dallas Tornado: 1971

### Indoor soccer
- NASL Indoor: 1

Dallas Tornado: 1971.